# Hagenius brevistylus
Hagenius brevistylus – gatunek ważki z rodziny gadziogłówkowatych (Gomphidae); jedyny przedstawiciel rodzaju Hagenius. Występuje na terenie Ameryki Północnej – w południowej Kanadzie oraz we wschodniej połowie USA.